# Lady A
Lady A (fino al 2020 Lady Antebellum) è un gruppo country statunitense formatosi nel 2006 a Nashville, nel Tennessee. È composto da Charles Kelley, Dave Haywood e Hillary Scott. Il gruppo fece il suo debutto nel 2007 come cantante ospite sul singolo Never Alone di Jim Brickman, non prima di firmare per Capitol Records Nashville e di aver pubblicato Love Don't Live Here. La canzone, primo singolo dell'album di debutto, ha raggiunto la posizione numero 3 della classifica Hot Country Songs a maggio 2008. Il secondo album, Need You Now, è stato pubblicato a metà del 2009 ed il primo singolo omonimo estratto è stato pubblicato all'inizio del 2010. La canzone ha vinto il grammy come Best Country Song, Song of the Year, Best Country Performance e Record of the Year.

## Storia del gruppo
I tre componenti del gruppo, Charles Kelley, Dave Haywood e Hillary Scott hanno radici nella musica country, infatti, Scott è figlia della cantante country Linda Davis e Kelley è il fratello del cantante pop country Josh Kelley.
Nel 2005 Kelley decide di intraprendere una carriera come solista, lasciando la Carolina del Nord per trasferirsi a Nashville. Nel 2006 abbandona il progetto da solista e chiede al suo ex compagno di scuola Haywood di unirsi a lui, i due cominciarono così a comporre insieme testi e musica. Successivamente, Kelley conosce Scott sul social network MySpace e invita la ragazza ad unirsi al gruppo che si sarebbe chiamato Lady Antebellum.

### 2007-2008: l'album di debuttoLady Antebellum
Nel 2007 il trio firmò un contratto discografico con la Capitol Records. Subito dopo l'artista Jim Brickman li scelse come interpreti per la sua canzone "Never Alone", che raggiunse la posizione numero 14 nella Billboard Adult Contemporary.. Sempre nel 2007 i Lady Antebellum scrissero una canzone per il reality show di MTV, The Hills.

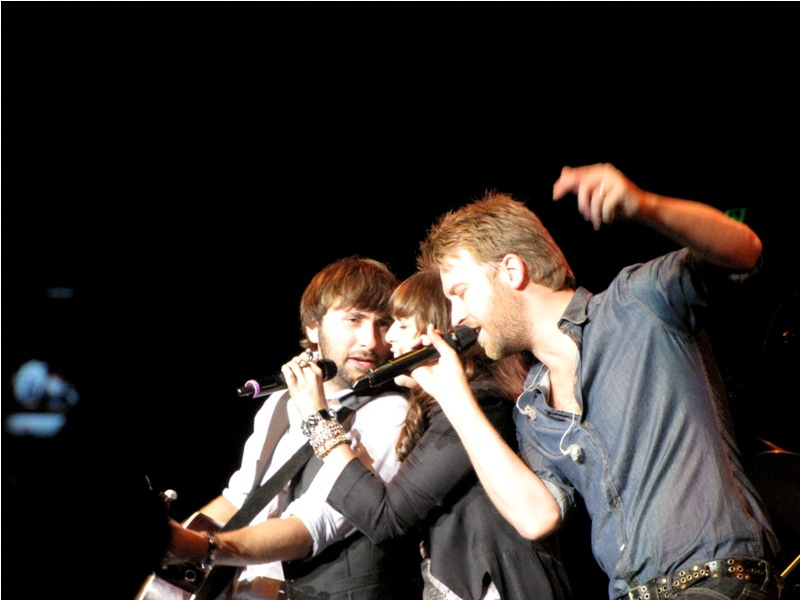
Lady Antebellum durante un live nel 2008.

Il loro singolo di debutto, Love Don't Live Here, venne pubblicato a settembre 2007. Il singolo precedette l'uscita del primo album del trio, uscito ad aprile 2008 chiamato Lady Antebellum. Il singolo raggiunse la posizione numero 3 della Billboard Hot Country Song, rimanendo in classifica per 12 settimane. Il secondo singolo, Lookin' for a Good Time, venne pubblicato nel giugno 2008 e raggiunse nel mese di dicembre la posizione numero 11 della Hot Country, restò in questa classifica per 62 settimane..
Nel 2008 i Lady Antebellum aprirono il Waking Up Laughing Tour di Martina McBride..
Il terzo singolo estratto da Lady Antebellum, I Run to You, venne pubblicato nel gennaio 2009. La canzone ebbe un grande successo, fu infatti il primo brano del trio a raggiungere la posizione numero 1 della Hot Country e la prima ad entrare nella top 50 della Billboard Hot 100 posizionandosi alla posizione numero 27.. Anche l'album ha ricevuto buoni riscontri. È stato certificato doppio disco di platino negli Stati Uniti, inoltre ha raggiunto la posizione numero 1 nella Country Albums e la posizione numero 4 nella Billboard 200 e nella Digital Albums.

### 2009-2010:Need You Nowe il primo album natalizio
Nell'agosto 2009 uscì il singolo Need You Now, primo singolo estratto dall'omonimo album. Il brano raggiunse la posizione numero 2 della Billboard Hot 100 e debuttò alla numero 1 nella Hot Country. Il singolo ricevette 4 dischi di platino negli Stati Uniti. Venne scelto come secondo singolo American Honey. Il singolo, pubblicato a gennaio 2010, divenne il loro terzo brano a raggiungere la posizione numero 1 nella Hot Country. I singoli successivi furono Our Kind of Love e Hello World, che raggiunsero rispettivamente le posizioni numero 1 e numero 6 nella Hot Country.
L'album ha debuttato alla posizione numero uno della Billboard 200 rimanendo in classifica per 50 settimane. L'album è stato certificato con 3 dischi di platino per aver venduto oltre 3 milioni di copie.
Il 20 settembre 2010 il gruppo ha annunciato l'inizio del loro primo tour, "Need You Now 2010".
Nel 2010 hanno partecipato ai Grammy Awards vincendo ben 5 premi.

### 2011 - oggi:Own the Night
Il 2 maggio 2011 è stato pubblicato il primo singolo del nuovo album, Just a Kiss che ha debuttato alla posizione numero 28 della Hot Country raggiungendo nell'estate la prima posizione della classifica. Il terzo album, Own the Night, è stato pubblicato il 13 settembre.

## Formazione
- Charles Kelley – voce, cori;
- Dave Haywood – cori, chitarra elettrica e acustica, tastiere, mandolino;
- Hillary Scott – voce, cori.

## Discografia
- 2008 – Lady Antebellum
- 2010 – Need You Now
- 2011 – Own the Night
- 2012 – On This Winter's Night
- 2013 – Golden
- 2014 – 747
- 2017 – Heart Break
- 2019 - Ocean

## Tour
- 2010 – Need You Now Tour
- 2011 – Own the Night Tour
- 2012 – Own the Night World Tour